# Plants vs. Zombies: Battle for Neighborville
Plants vs. Zombies: Battle for Neighborville — це шутер від третьої особи, розроблений PopCap Games і виданий Electronic Arts для PlayStation 4, Windows, Xbox One і Nintendo Switch. Це продовження допоміжної серії Plants vs. Zombies: Garden Warfare Plants vs. Zombies. Гра була випущена як назва раннього доступу у вересні 2019 року перед повним випуском у жовтні того ж року. Після випуску він отримав загалом позитивні відгуки.

## Ігровий процес
Подібно до своїх попередників, гра є шутером від третьої особи, де гравці контролюють рослини (під керівництвом Божевільного Дейва) або зомбі (під керівництвом доктора Зомбосса) у кооперативному або змагальному середовищі для кількох гравців. У грі представлено 23 класи ігрового процесу, дев’ять з яких є новими для франшизи. Вони поділяються на чотири групи: нападники, захисники, прихильники або рій. Кожна команда також має новий клас командної гри, який дозволяє гравцям одного класу комбінувати форми під час боротьби з ворогами. Гравці можуть змагатися один з одним у різних змагальних багатокористувацьких режимах, у тому числі в режимі Turf Takeover на основі цілей і варіанті Team Vanquish у командному смертельному бою та багато інших. У грі також є кілька відкритих зон «гравець проти середовища», які дозволяють гравцям досліджувати, знаходити предмети колекціонування та виконувати квести. Локальна багатокористувацька гра з розділеним екраном також доступна для всіх режимів гри.

## Розвиток
Видавець Electronic Arts підтвердив розробку нового шутера Plants vs. Zombies у травні 2019 року Альфа-тестування гри під кодовою назвою «Пікнік» було проведено на початку серпня. Гру було офіційно анонсовано та випущено як гру раннього доступу 4 вересня 2019 року. Гравці, які придбали Founder's Edition, отримуватимуть регулярні оновлення вмісту до повного запуску гри 18 жовтня 2019 року та ексклюзивні косметичні предмети щотижня до офіційного випуску гри.
Battle for Neighborville отримав останнє оновлення гри 29 вересня 2020 року.
17 лютого 2021 року було оголошено, що гра буде випущена на Nintendo Switch 19 березня 2021 року під час Nintendo Direct.

## Рецепція
Plants vs. Zombies: Battle for Neighborville отримала позитивні відгуки. Destructoid дав грі на PS4 оцінку 7,5/10, сказавши про гру: «Battle for Neighborville не докладає зусиль, щоб перевершити очікування, але це безглузда, дивна, радісна гра— я радий, що вона отримала зелене світло». GameRevolution дав версії для ПК 3/5 зірок і сказав: «На жаль, окрім більш надійної пропозиції [Plants vs. Zombies] та унікальних нових персонажів, більшість інших змін, які були внесені в Plants vs Zombies: Battle for Нейборвілль не кращий».
На вебсайті зібраних рецензій Metacritic версія гри для Xbox One має оцінку 76/100 і 77/100 для версій для PS4 і ПК, що вказує на «загалом схвальні відгуки».